# Трубецкой, Юрий Павлович
Ю́рий Па́влович Трубецко́й (настоящая фамилия — Ме́ньшиков, также использовал псевдоним Нольден,  Варшава, 1898, 9 января — Дорнштадт, 1974, 15 июня) — русский поэт, писатель, литературный критик.

## Биография
Родился в семье генерал-майора артиллерии Павла Павловича Меньшикова, с двухмесячного возраста жил в Киеве. Учился в частной гимназии, но аттестат не получил за «неповиновение начальству» (ходил без разрешения в оперу). Сдать экзамен экстерном не смог. 
Во время Первой мировой войны в 1916 году был призван в армию рядовым, но в боях не участвовал и был демобилизован по состоянию здоровья. Затем служил в Киеве в Госконтроле, откуда был уволен по сокращению штатов, зарабатывал частными уроками. 
В 1919 году был призван в Добровольческую армию, но в начале 1920 года дезертировал из неё. Был арестован особым отделом 12-й армии РККА, но вскоре был освобождён. Затем служил в РККА, был начальником клуба в 14-й армии на Северном Кавказе. После этого он был навсегда освобождён от воинской службы по состоянию здоровья.
С 1922 по 1924 год жил под Киевом в Боярке, где работал культработником в «сельском доме», затем вернулся в Киев. С 1925 годы был завербован ОГПУ в качестве секретного сотрудника, благодаря чему получил работу секретарем архитектурного факультета Киевского художественного института. Писал стихи, одно стихотворение было опубликовано в 1930 году в журнале «Новый мир».
17 января 1931 года был арестован по обвинению в участии в «контрреволюционной организации», 17 марта 1931 года был приговорен к расстрелу с заменой 10 годами концлагеря. Отбывал срок сначала в Вишлаге, затем в Сиблаге и БАМлаге.
После освобождения в январе 1941 года вернулся в Киев. Во время Великой Отечественной войны эвакуировался в Германию при отступлении немецких оккупантов из Киева.
После войны некоторое время работал на радиостанции «Свобода» в Мюнхене и занимался литературной деятельностью под псевдонимом «Трубецкой». Известно более ста публикаций Трубецкого в эмигрантских газетах и журналах.
В 1948 году опубликовал отпечатанный на ротаторе маленький сборник стихов «Петербургские строфы». 
В 1954 году в парижском издательстве «Рифма» опубликовал сборник стихов «Двойник», в 1962 году в том же издательстве опубликовал сборник стихов «Терновник».
В 1951-54 годах опубликовал в журнале «Возрождение» полуавтобиографическую повесть «Нищий принц», которую написал по совету Бунина. Через несколько лет в журнале «Современник» опубликовал историческую повесть «Смута».
В 1960-е годы жил в доме престарелых в небольшом городе Дорнштадт близ Ульма.